# Atherigona bifurcata
Atherigona bifurcata este o specie de muște din genul Atherigona, familia Muscidae, descrisă de Deeming în anul 1987.
Este endemică în Madagascar. Conform Catalogue of Life specia Atherigona bifurcata nu are subspecii cunoscute.